# Liste von Kirchen im Katholischen Bistum der Alt-Katholiken in Deutschland
Dies ist eine Liste von Kirchen im Katholischen Bistum der Alt-Katholiken in Deutschland, sortiert nach Zugehörigkeit, Funktion, Dekanaten und Orten:

## Kathedralkirche
- Namen-Jesu-Kirche (Bonn)

## Pfarrkirchen

### Dekanat Bayern
- Apostelin-Junia-Kirche (Augsburg)
- St. Nikolaus (Coburg)
- Christi Himmelfahrt (Kaufbeuren-Neugablonz)
- Maria von Magdala (Kempten (Allgäu))
- St. Willibrord (München)
- Allerheiligenkapelle (Nürnberg), auch: „Landauerkapelle“
- Auferstehungskirche (Passau)
- Pfarrkirche Allerheiligen (Rosenheim)
- St. Peter und Paul (Weidenberg)

### Dekanat Hessen/Rheinland-Pfalz (Nord)/Saarland
- St.-Jakobus-Kapelle (Koblenz)
- St.-Jakobus-Kirche (Koblenz-Asterstein)
- Katharinenkapelle (Landau in der Pfalz)
- Christuskirche (Offenbach am Main)
- Friedenskirche (Wiesbaden)
- Friedenskirche (Saarbrücken)

### Dekanat Nord (Bremen, Hamburg, Niedersachsen, Schleswig-Holstein)
- Theresiendom (Nordstrand)
- St. Maria Angelica (Hannover)

### Dekanat Nordbaden/Württemberg/Rheinland-Pfalz (Süd)
- Christuskirche (Dittelsheim-Heßloch)
- Erlöserkirche (Heidelberg)
- Christi Auferstehungskirche (Karlsruhe)
- Schlosskirche (Mannheim)
- Erlöserkirche (Mannheim-Gartenstadt)
- St. Katharina (Stuttgart)
- Spitalkirche (Baden-Baden)
- St. Mattias (Offenburg)

### Dekanat Nordrhein-Westfalen
- St. Markus (Aachen)
- St. Cyprian (Bonn)
- „Verkündigung des Herrn“ (Kreuzkampkapelle) (Bottrop)
- St. Martin (Dortmund-Kley)
- Thomaskirche (Düsseldorf)
- Friedenskirche (Essen)
- Christi Auferstehung (Köln)
- Erscheinung Christi (Krefeld)

### Dekanat Mitte/Ost (Berlin, Brandenburg, Mecklenburg-Vorpommern, Sachsen, Sachsen-Anhalt, Thüringen)
- Hauskirche Maria von Magdala (Berlin)

### Dekanat Südbaden
- Allerheiligenkirche (Bad Säckingen)
- Christuskirche (Blumberg, siehe Religion in Blumberg)
- Erlöserkirche (Blumberg-Fützen)
- St.-Johannes-Kirche (Blumberg-Kommingen)
- St.-Stephan-Kirche (Blumberg-Randen)
- St. Ursula (Freiburg im Breisgau)
- Christi Auferstehung (Furtwangen)
- Christuskirche (Konstanz)
- Liebfrauenkirche (Meßkirch)
- Altkatholische Kirche (Rheinfelden/Baden)
- St.-Sebastian-Kirche (Sauldorf)
- St.-Thomas-Kirche (Singen (Hohentwiel))
- St. Sebastian (Stühlingen)
- St.-Martins-Kirche (Stühlingen-Schwaningen)
- Christuskirche (Zell im Wiesental)

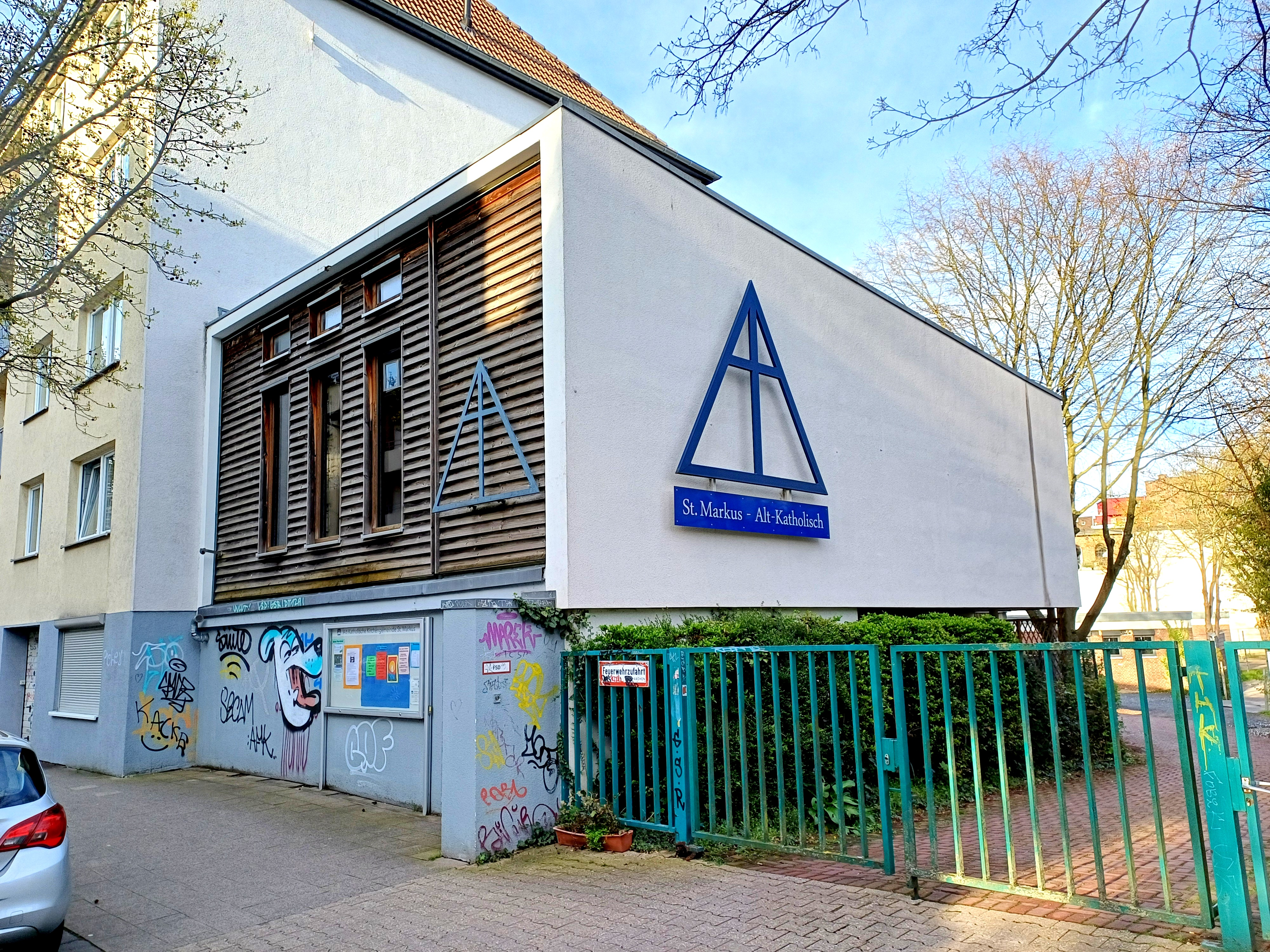
St. Markus in Aachen
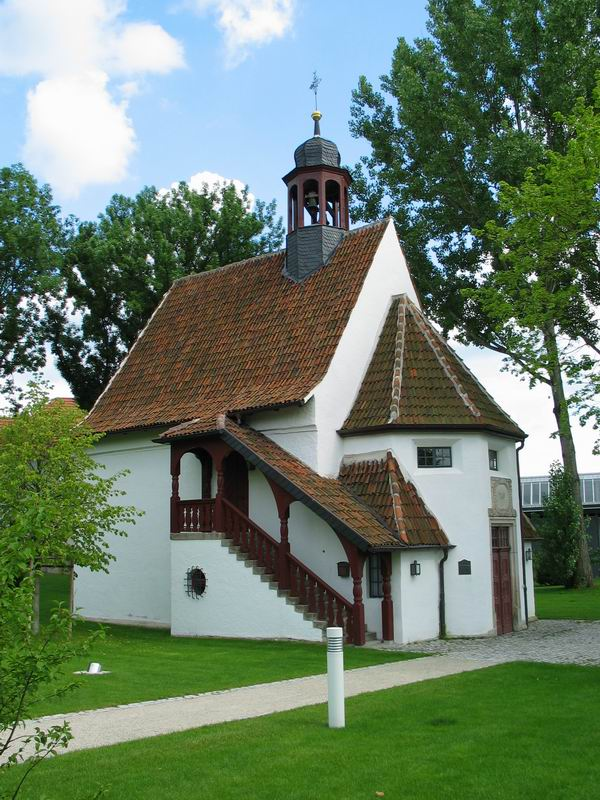
St. Nikolaus in Coburg
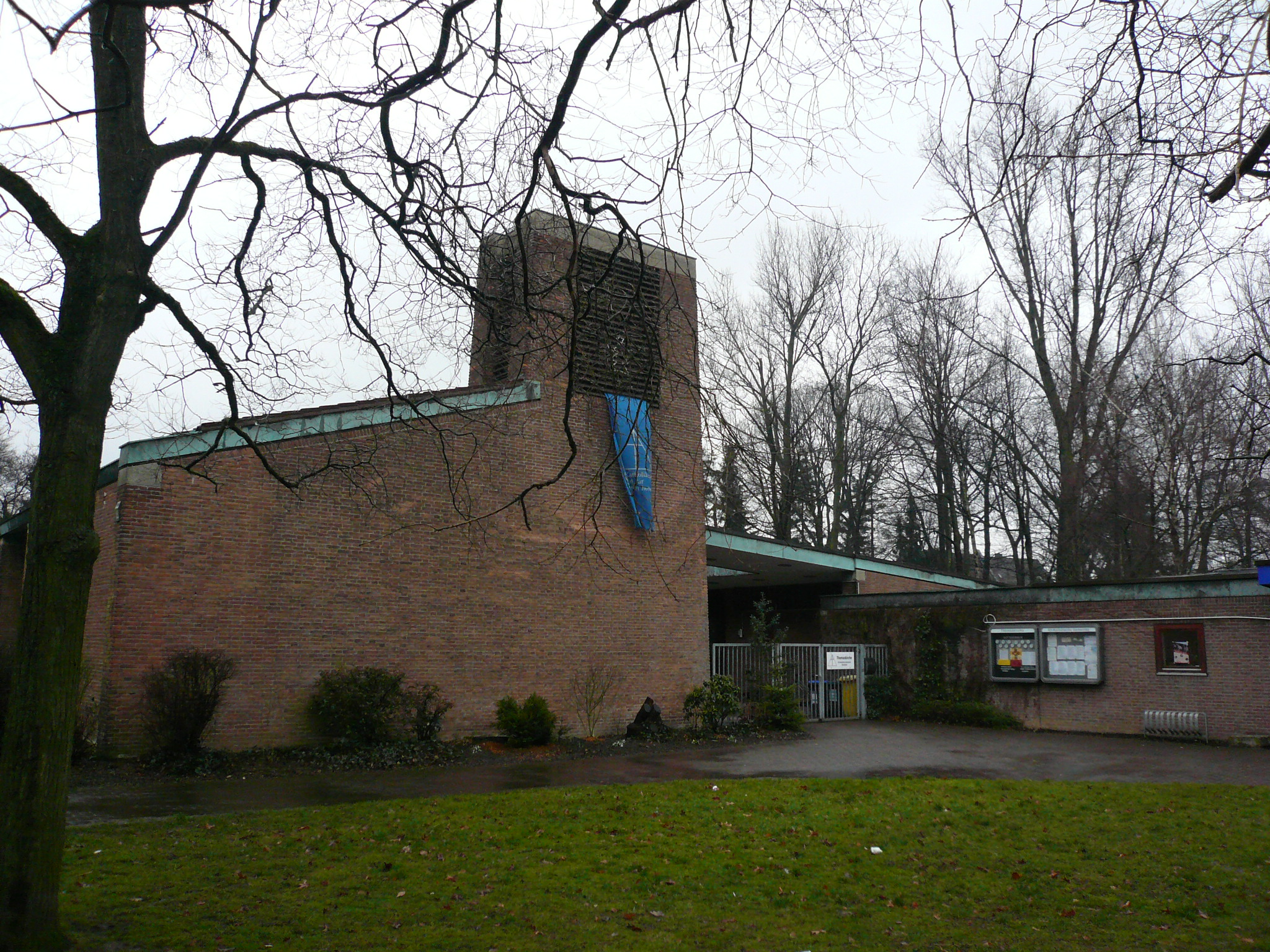
Thomaskirche (Düsseldorf)
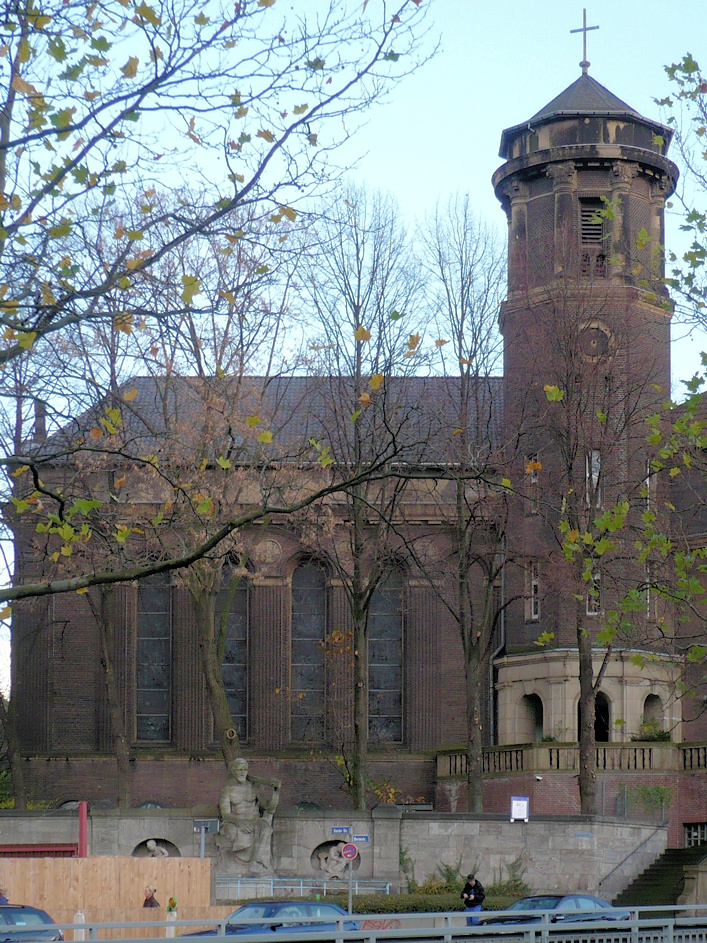
Friedenskirche in Essen
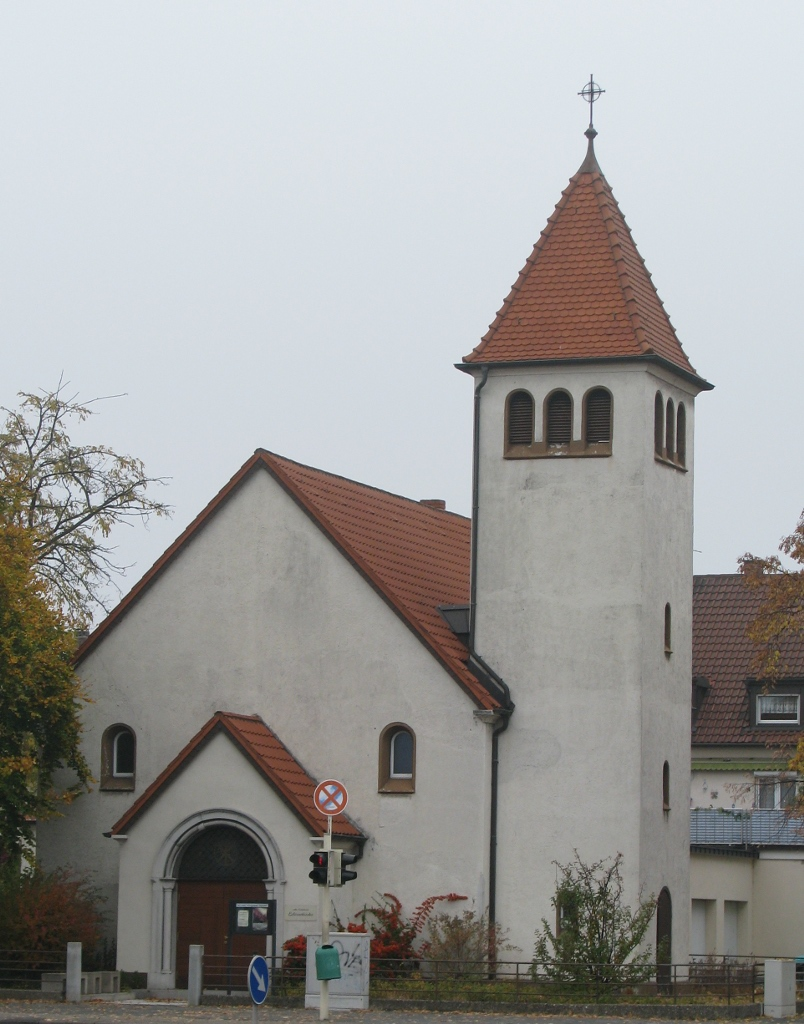
Erlöserkirche (Mannheim-Gartenstadt)
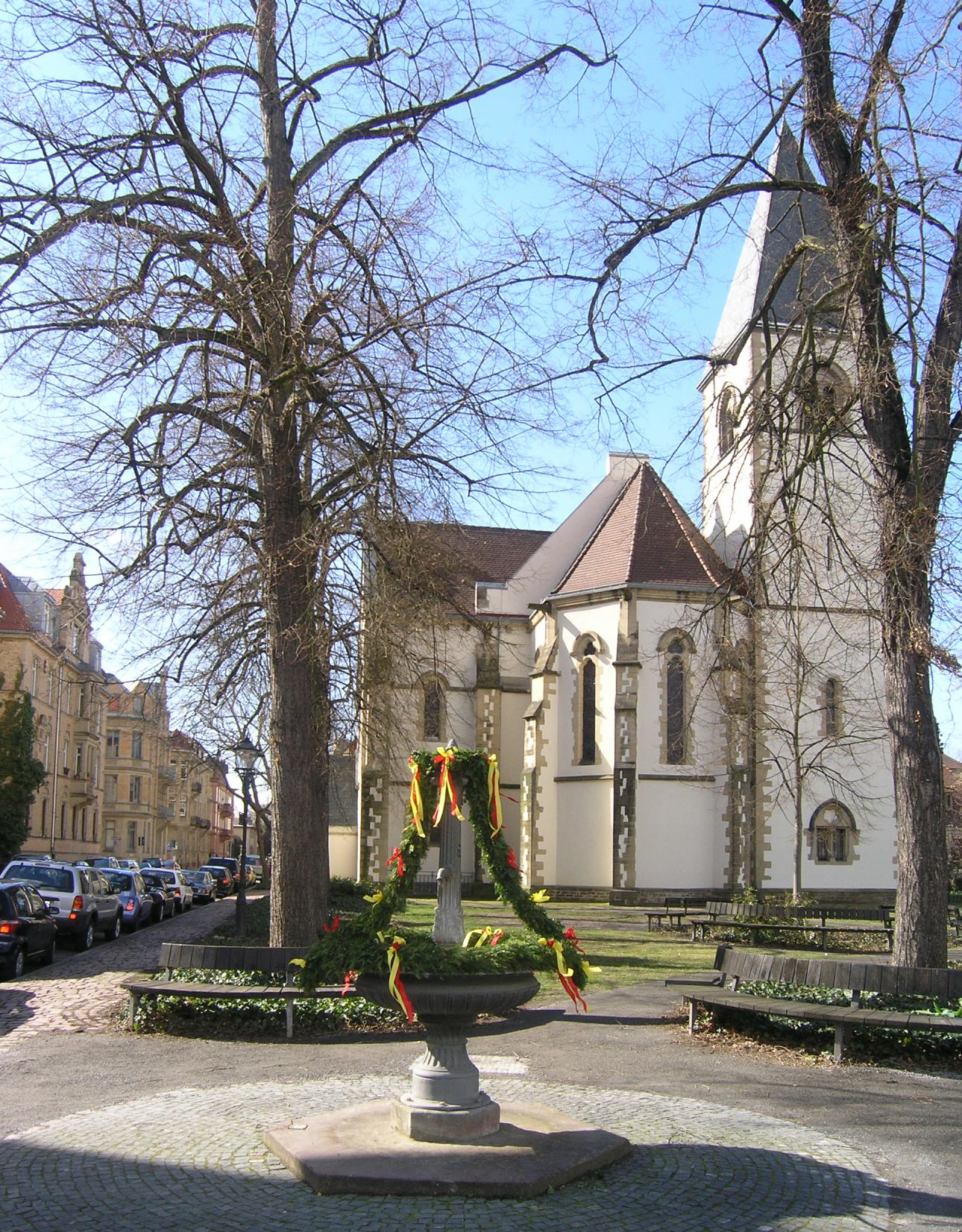
Christi Auferstehung in Karlsruhe
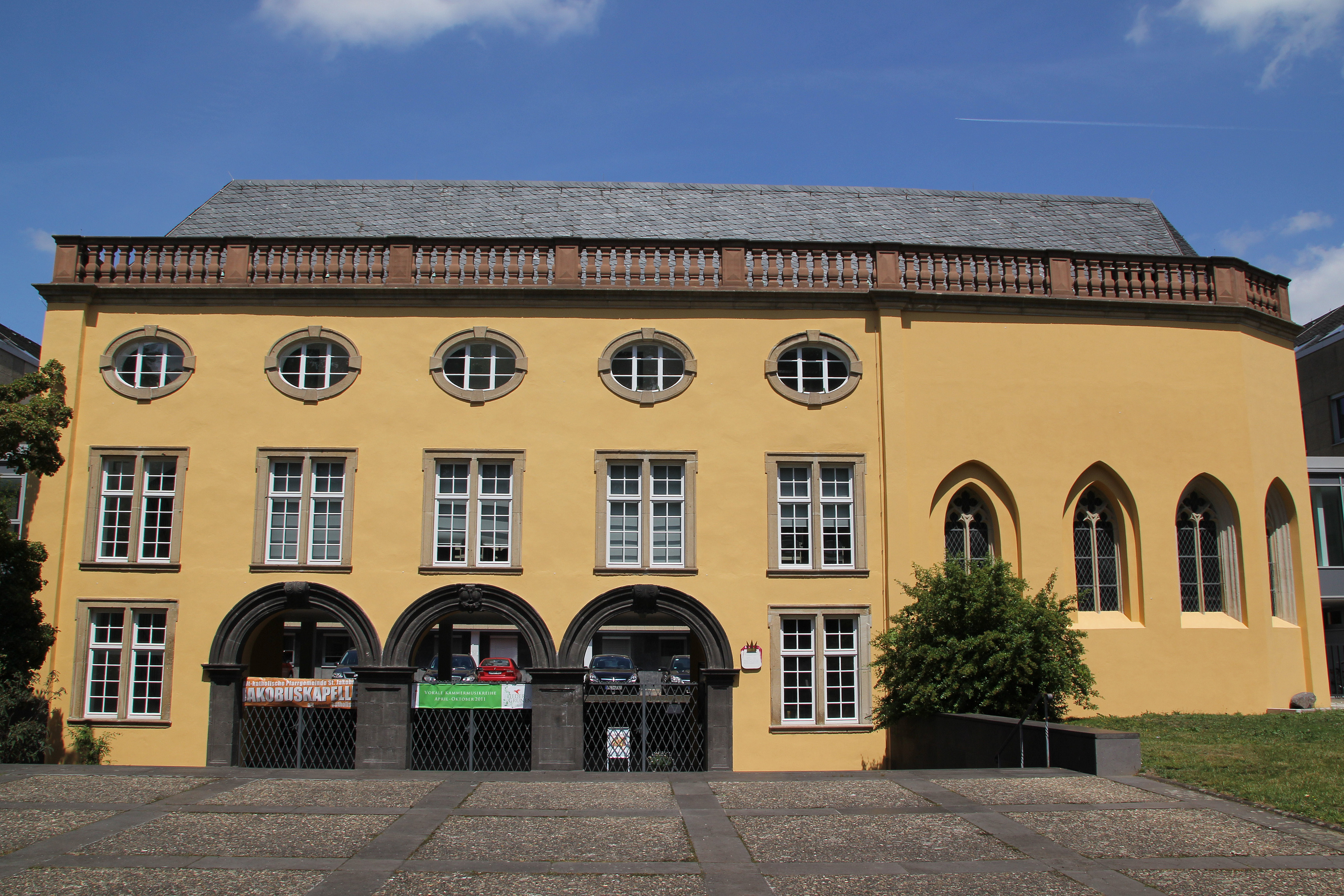
St.-Jakobus-Kapelle in Koblenz
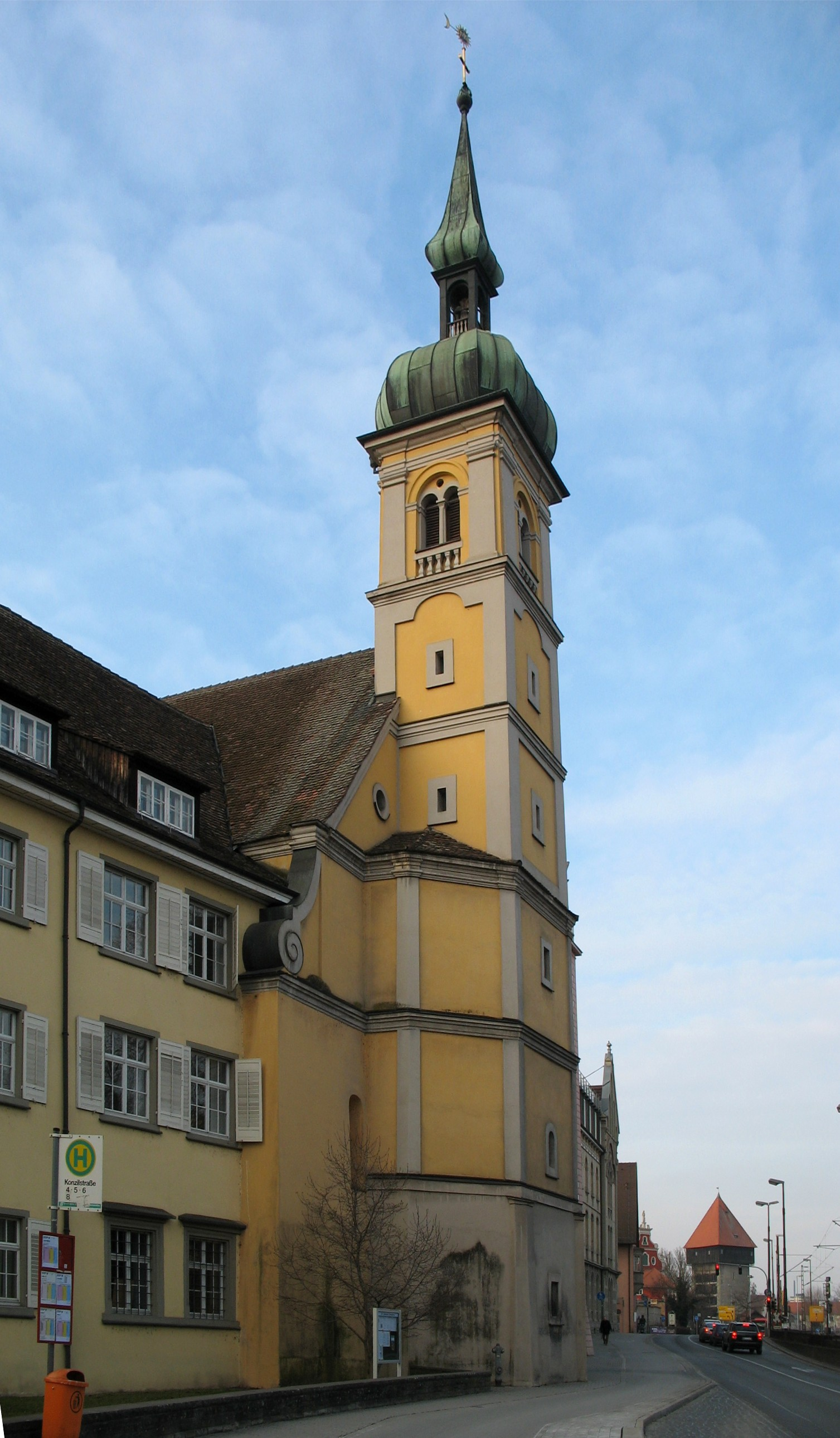
Christuskirche in Konstanz
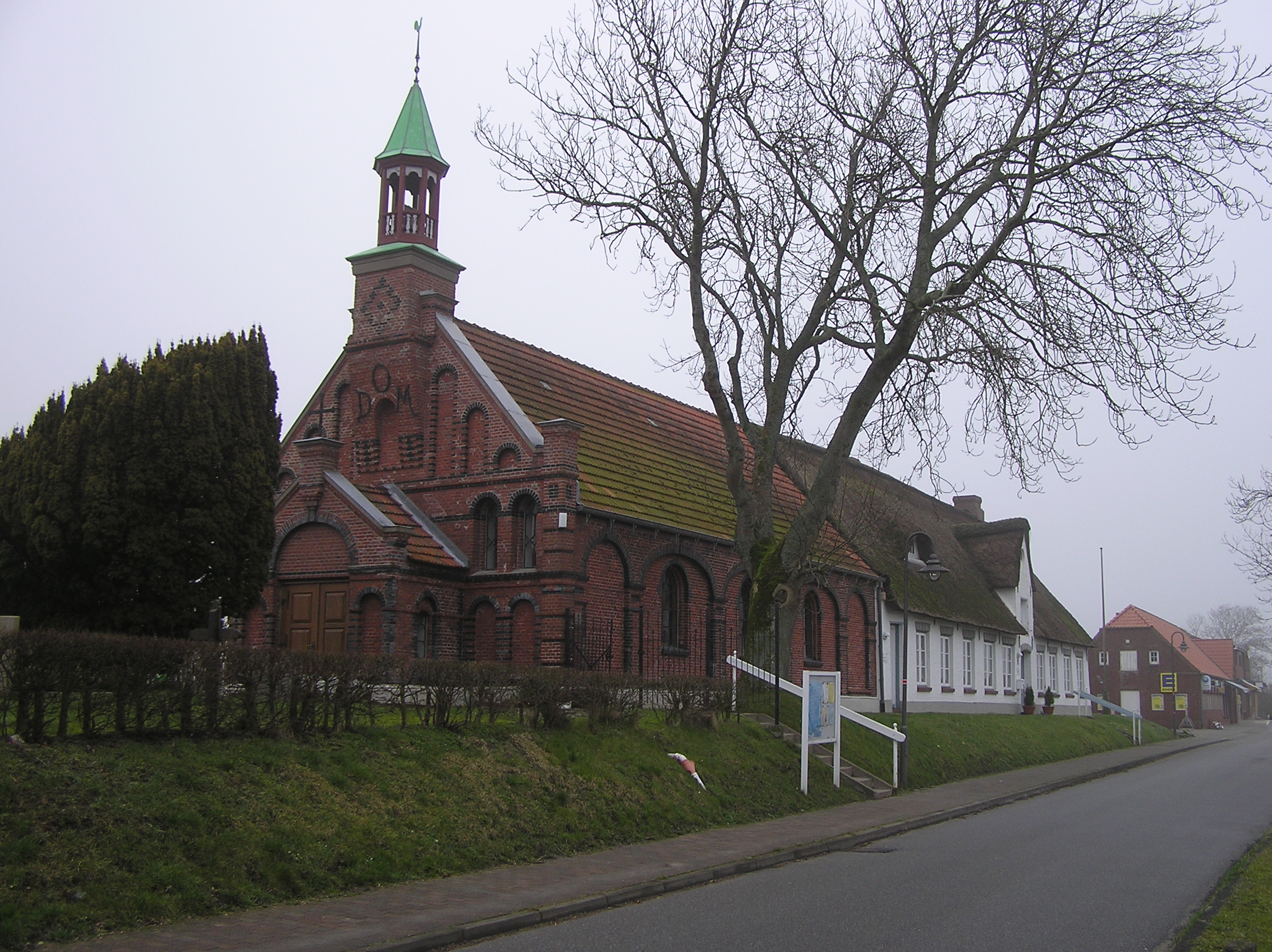
St. Theresia auf Nordstrand
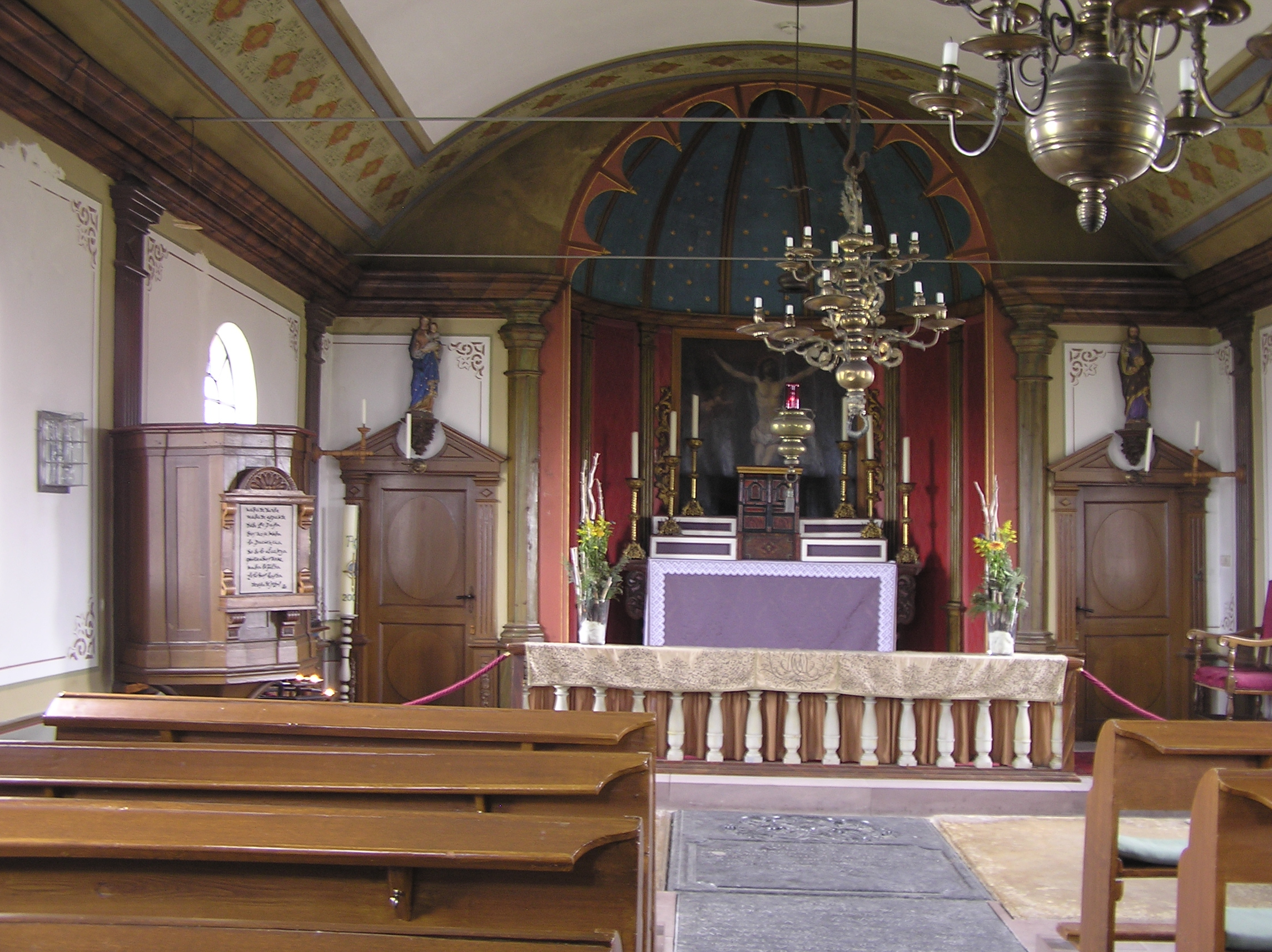
St. Theresia auf Nordstrand (Innenansicht)
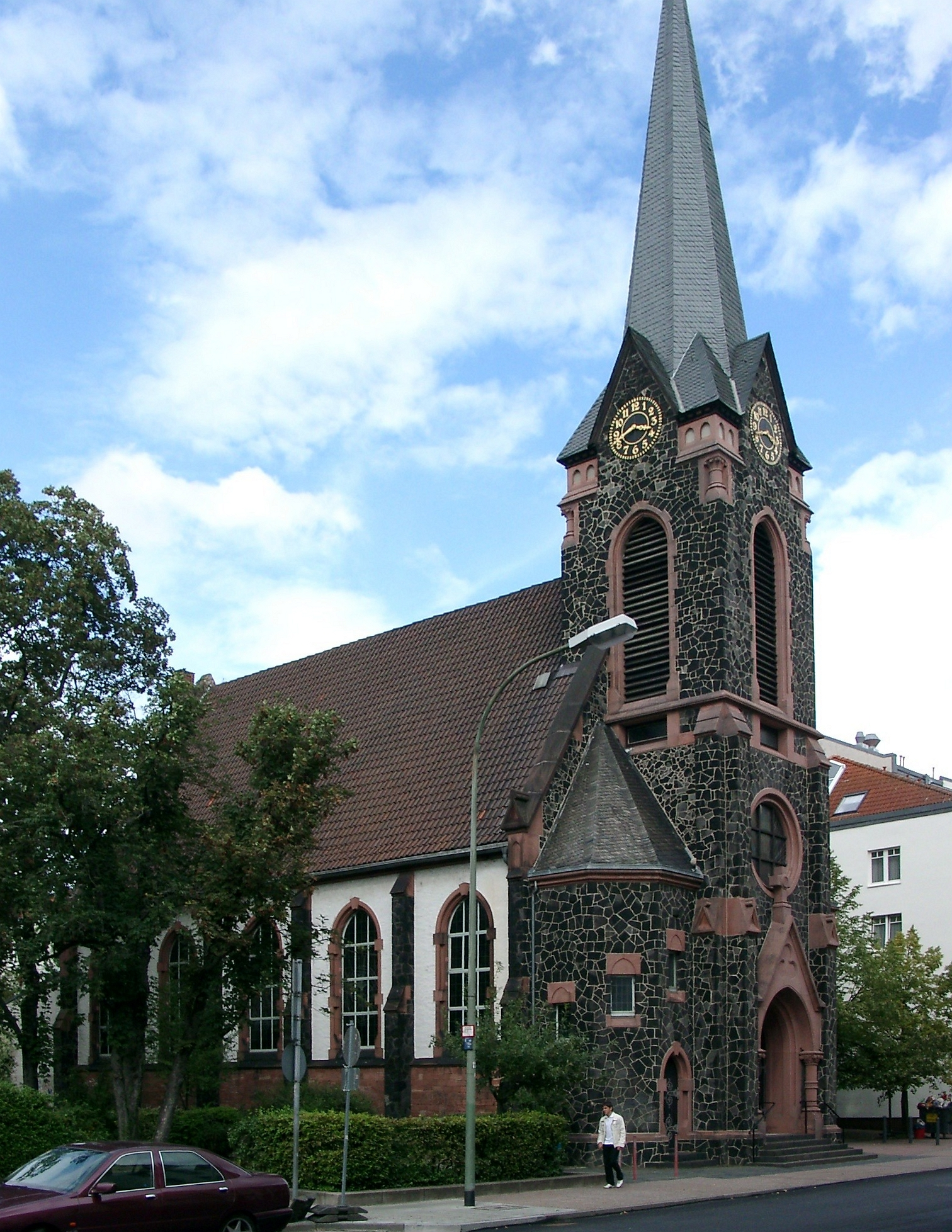
Christuskirche (Offenbach am Main)
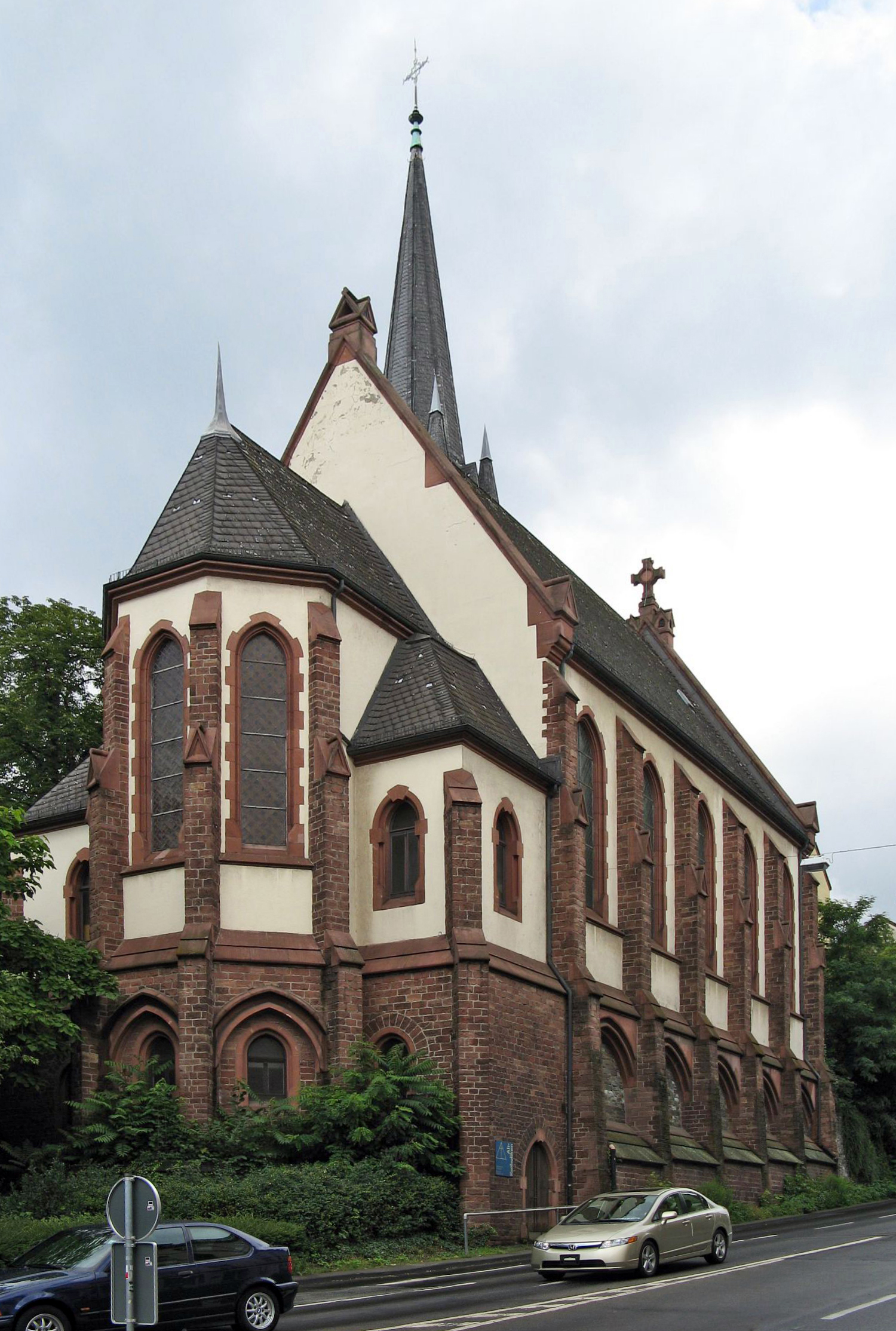
Friedenskirche (Wiesbaden)
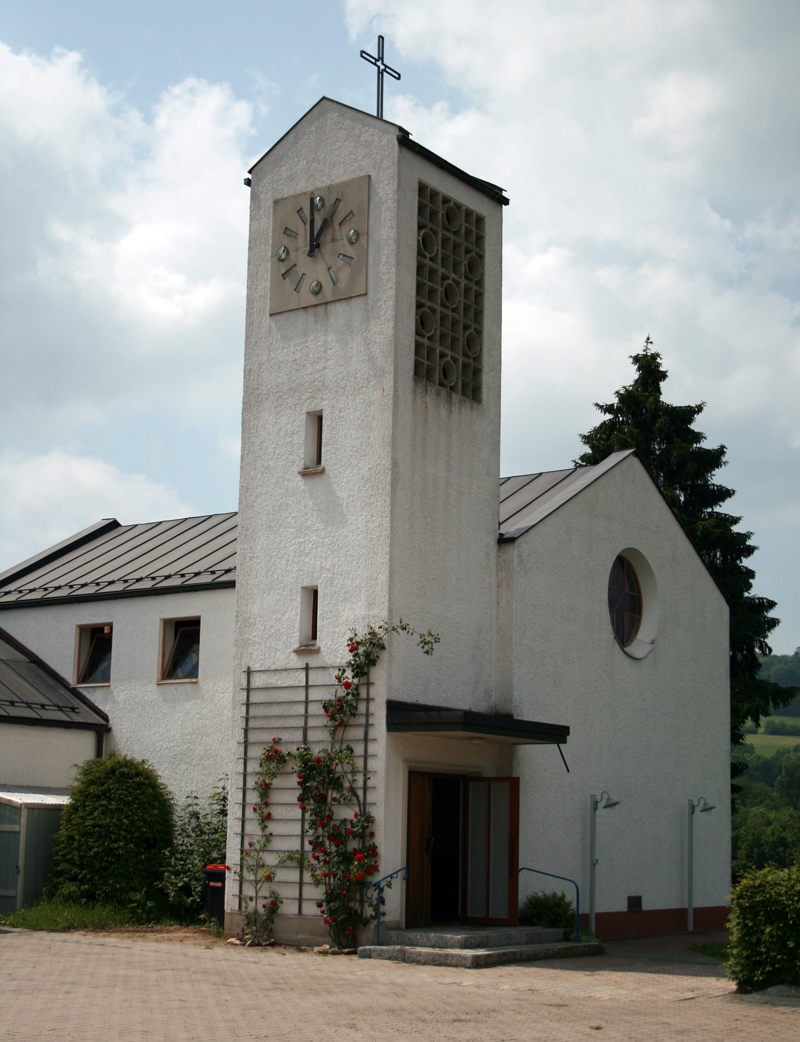
St. Peter und Paul in Weidenberg
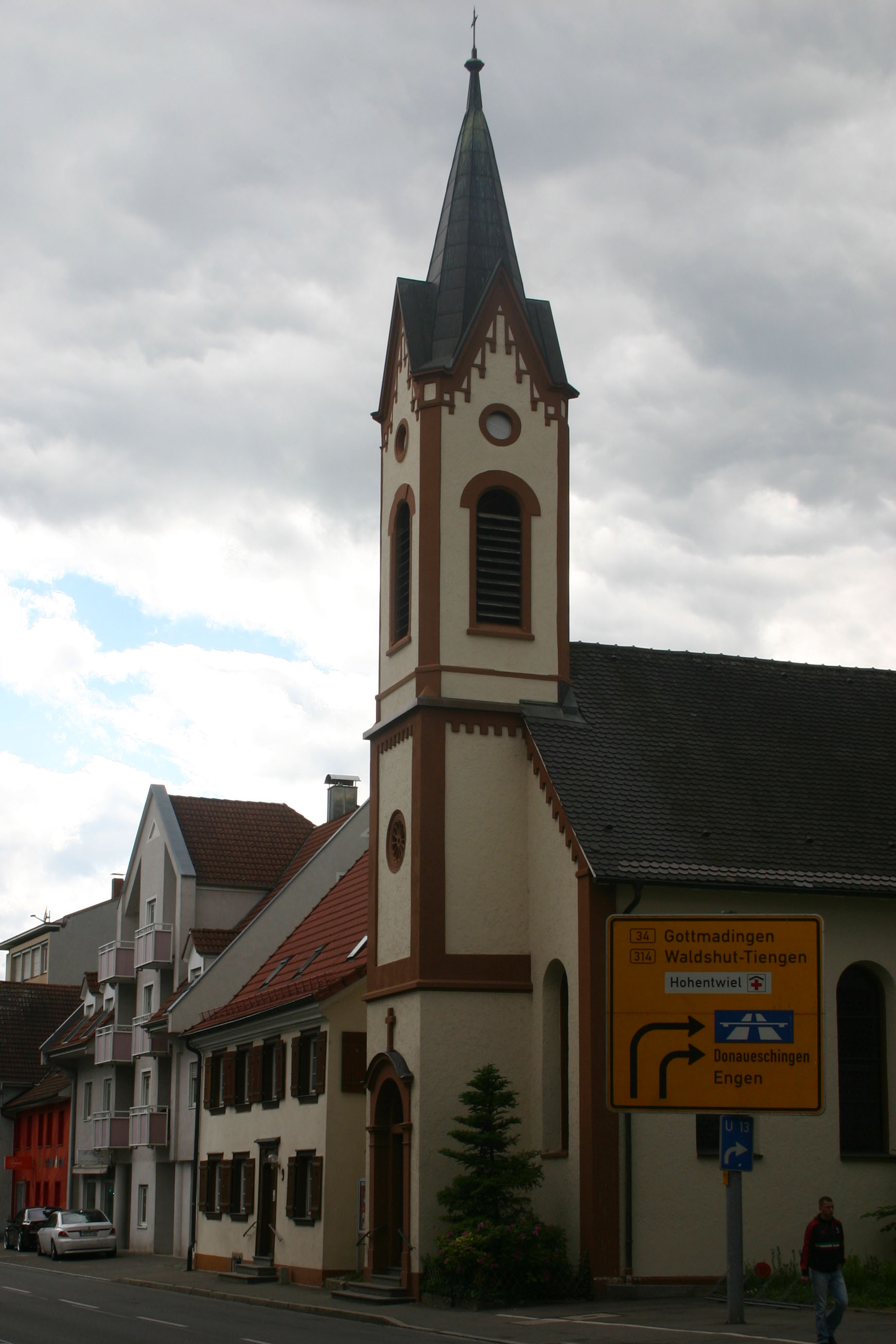
St. Thomas in Singen (Hohentwiel)

## Filialkirchen
- St. Dominikus (Kaufbeuren)

## Zu gottesdienstlichen Zwecken genutzte Kirchengebäude anderer Konfessionen
- Johanniskirche (Aalen)
- Franziskanerkirche und Tennerkapelle (Bad Tölz)
- Gemeindezentrum Unser Lieben Frauen (Bremen)
- Dorfkirche Schöneberg (Berlin)
- Christus-Kirche (Donauwörth)
- Diakonissenhauskirche (Dresden)
- Michaeliskirche (Erfurt)
- Paul-Gerhardt-Kirche (Haibach (Unterfranken))
- Marktkirche Unser Lieben Frauen (Halle (Saale))
- St. Trinitatis (Altona) (Hamburg)
- Kleine Lutherkirche (Kamen)
- St. Jakobi-Kirche (Kiel)
- Auferstehungskirche (Leipzig)
- Stadtkirche „Unser lieben Frauen“ (Mittweida)
- Evangelische Trinitatiskirche (Münster)
- Ev. Kirche Neuötting
- Taufkapelle der Bonnuskirche (Osnabrück)
- Ev.-luth. Kirche Pforzheim
- Ev. Kreuzkirche (Regensburg)[1]
- Herrgottsruhkapelle (Schwäbisch Gmünd)
- Paulus-Kirche (Traunreut)
- St. Michael (Tübingen)
- Hospitalkirche (Wetzlar)
- St.-Jakobi-Kirche (Wilhelmshaven-Neuende)

## Ehemalige Alt-Katholische Kirchen
- St. Ignatius-Kirche (Münster) (vom 26. Dezember 1939 bis zur Zerstörung am 10. Oktober 1943 durch die Alt-Katholische Gemeinde genutzt)[2]
- Krimkapelle (Dortmund) (vom 25. März 1877 bis zur Zerstörung im Jahr 1943 durch die Alt-Katholische Gemeinde genutzt)[3]
- Auferstehungskirche, ursprünglich Pauluskirche (Hagen) (1874–1876 als erster Kirchenbau der Alt-Katholischen Kirche entstanden, seit 1989 durch die Griechisch-Orthodoxe Kirche genutzt, am 19. März 2020 an diese verkauft)[4]